# Скугареевка
Скугаре́евка — село в Тереньгульском районе Ульяновской области. Расположено на реке Ташелке (Ташле).

## История
В 1680 году симбирянину иноземцу Семёну Александрову Скугаревскому пожалована «порозжая земля в Симбирском уезде, за валом, по обе стороны речки Ташлы» (в двух верстах ниже от Подкуровки) 70 четвертей в поле, а в дву потомуж (то есть 105 десятин). Семён Скугаревский скупил у разных лиц, которых и поселил на пожалованой ему земле и тем положил начало деревне Скугареевке. В 1688 году он умер и его поместье получила «на прожиток» вдова Аксинья Григорьева (урожденная Зиновьева), которая в 1689 году вторично вышла замуж за синбирянина Филиппа Суровцова, поэтому те «прожиточные» 70 четвертей и деревня Скугареевка были укреплены за ним, Суровцовым. Аксинья Григорьева умерла в 1714 году бездетная. Еще ранее, в 1761 году, Филипп Суровцев просил укрепить за ним 130 четвертей (195 десятин) примерной земли, да сенных покосов по реке Свияге на 200 копен, оказавшихся в даче Семена Скугаревскаго, что и было за ним укреплено. Чтобы сохранить за собою и прожиток жены, Аксинии Григорьевой, 70 четвертей, Филипп Суровцев, в 1693 году, фиктивно променял эту землю, вместе с крестьянами, поселенными Семёном Скугаревским, своему родному брату Фёдору, а на укреплённую за ним примерную землю, 130 четвертей, перевёл из нижегородской вотчины: 5 семей дворовых людей и 10 крестьянских дворов и дал селению новое название «Суровчиха», чтобы о фамилии Скугаревских не осталось и помину. Однако этот промен земли между братьями Филиппом и Федором Суровцовыми породил впоследствии много разных исков между их родственниками и родными Семёна и Аксиньи Скугаревских. Так, в 1718 году, на Скугареевку предъявил свои права племянник Семёна Скугаревскаго, Казанской губернии корабельных дел подячий, а затем Казанской лесной конторы канцелярист Иван Сергеев Скугаревский и ему было присуждено 3/4 части Скугаревки, а Филиппу Суровцову оставлена лишь 1/4 часть, как бы на прожиток после Аксиньи Григорьевой. Затем, у Ивана Скугаревскаго оспаривали Скугареевку: 1) племянник Аксиньи Скугаревской, галерной шквадры (эскадры) сержант Родион Копылов, 2) после него в 1730 году, — синбирянин Иван Михайлов Зиновьев, двоюродный брат Аксиньи Григорьевой и 3) лейб-гвардии Семёновского полка капитан-лейтенант Ферапонт Иванов Суровцев, племянник и наследник Фёдора Фадеева Суровцова. За ним последним и было утверждено всё именье, по определению Государственной Вотчинной Коллегии, состоявшемуся 15 мая 1730 года, а от Ивана Скугаревского землю отобрали. В то время в Скугареевке было: «двор помещиков со всяким хоромным строением, 146 человек обоего пола, да мельница на один постав с толчеею на речке Ташле, с мельничным двором». Копылову Вотчинная Коллегия в иске отказала, а про претензию Ивана Михайлова Зиновьева ничего в своем определении не сказала.
Между тем из других документов видно, что И. М. Зиновьев имел в Скугареевке, по разным дачам, 210 четвертей (315 десятин) земли, в том числе по отказным книгам 1735 года ему дано «недвижимаго сестры его двоюродной Аксиньи Григорьевой Суровцовой 52 четверти с осьминою». У И. М. Зиновьева была жена Анна Фроловна, а детей не было, почему он все своё именье отказал, в 1737 году, племяннику, почтмейстеру Матвею Ильину Зиновьеву, после которого эта часть Скугаревки перешла, по наследству, к брату его Василию Ильину и племяннице Екатерине Григорьевне Мамаевой; а они в 1766 году продали именье жене отставного секунд-майора Аграфене Ивановне Дурасовой, имевшей тогда немало земли в Симбирском уезде. Далее, из тех же документов видно, что Филипп Фадеев Суровцев, после смерти жены своей Аксиньи Григорьевой, женился на Марии Васильевне, урожденной Дурасовой, а когда он умер, то Марья Васильевна, получив четвертую часть его именья на прожиток, вышла замуж за Федора Ивановича Скрыпицина и прижила с ним сына Николая, который, после смерти матери, в 1772 году именье продал дальней родственнице, — той же секунд-майорше Аграфене Ивановне Дурасовой. Таким образом А. И. Дурасова, купив именья от Зиновьевых и Скрыпицина, сделалась единственною помещицею при Скугареевке, наследники же Ферапонта Иванова Суровцова, бывшаго одно время полным хозяином Скугареевки, потеряли свои права на это имение, хотя и добивались их, как это видно из условия, заключенного в 1818 году между внуком Ферапонта Иванова Суровцова, полковником Дмитрием Васильевым Карауловым и адвокатом Щигровским, в каковом условии Караулов, между прочим, указывает, что после смерти Ферапонта Иванова Суровцова, землёй при Скугареевке владели его три дочери: 1) Анна — вышедшая замуж за помещика при деревне Кульметевке, Симбирского уезда, гвардии капитан-поручика Мильгунова, 2) Александра, вышедшая замуж за кол. асс. Караулова и 3) Авдотья замужем за Блудовым, артиллерии капитаном, который и поделили эту землю в 1769 году между собою, а затем та часть именья, которая причиталась на долю его, Караулова, матери, находилась, будто бы в самовольном завладении Дурасовой. Однако Аграфена Ивановна Дурасова недолго владела Скугареевкой; в 1782 году она продала её кол. сек. Семену Афонасьевичу Афонасьеву, в роде котораго Скугареевка остаётся и по настоящее время. В 1783 году из этого именья была выделена указная часть (17 и 4 десятины земли) дочери Семёна Афонасьевича от первого брака, Екатерине Семёновне, когда она выходила замуж за соседнего помещика, кол. асс. Сергея Петровича Соковнина, имевшего землю при д. Зеленце, Сенгилеевского уезда, а затем, во время генерального межевания, (в 1799 г.) Скугареевка числилась за вдовою Семена Афонасьевича, Прасковьей, Кирилловой с сыновьями Василием и Николаем и тогда им отмежевано 2621 дес. 1733 саж. земли, на которой в поселении состояло 35 крестьянских дворов (131. муж. и 115 жен.), да оставалось еще 3 двора (8 муж. и 4 жен.) за Екатериной Семеновной Соковниной; но при этом переведены были ския избы и помещичий двор с правого берега р. Ташлы, где на горе они тогда находились, на левый берег этой реки, на то место, где теперь стоит селение.
В 1780 году, при создании Симбирского наместничества, деревня Скугаревка, помещиковых крестьян, вошла в состав Сенгилеевского уезда.
В 1859 году сельцо Скугареевка, по почтовому тракту из г. Симбирска в г. Саратов, во 2-м стане Симбирского уезда Симбирской губернии.
В настоящее время (на 1903), в Скугареевке помещик — Афанасьев Леонид Иванович, Симбирский голова с 1909 по 1917, получивший это имение в единственную собственность в 1901 году, по разделу с матерью Надеждою Петровною и сестрою Александрою Ивановною; за ним числится 1790 дес. 1200 саж. земли, в том числе более 700 десятин лесу. При имении прекрасный конный завод, основанный в 1804 году И. Ф. Похвисневым в Подкуровке и в 1871 году переведённый, в полном составе, в Скугареевку, так как И. В. Афонасьев купил его у В. А. Воейкова, тогдашнего владельца с. Подкуровки. Лошади этого завода участвовали на многих бегах и брали призы. Завод экспонировал своих лошадей на выставках в Н. Новгороде — в 1896 году, и в Петербурге — в 1898 году, и имеет за лошадей 4 медали и 2 похвальных листа. Кроме того, в Скугареевке, также как и в Подкуровке, был винокуренный завод, ныне не действующий. Его построил в 1857 году И. В. Афонасьев; в 1873 году, он заменил все деревянныя постройки каменными, но с 1889 года завод перестал работать.
При освобождении крестьян (1859), Скугареевскому обществу дан, на 134 ревизских души, полный надел — 528 десятин земли, (усадебной 20 дес., пашни 450 дес. выгону 8 дес. лугов 15 дес. и лесу 35 дес.) каковым количеством общество владеет и по настоящее время, но так как с тех пор население значительно увеличилось (ныне числится в Скугареевке 64 двора, а: 190 муж. и 212 жен.), то в земле ощущается значительный недостаток, почему многие домохозяева арендуют, небольшими участками, землю у соседних помещиков.
В 1930 году в селе был образован совхоз «Скугареевский».
В усадьбе Афонасьевых была создана садово-огородная школа, затем сельскохозяйственное ПТУ, существовавшее все годы советской власти. Хотя сам дом сильно пострадал во время пожара в 1968 году, а парк утратил былое великолепие, обветшали каменные постройки, а иные превратились в руины, комплекс по-прежнему интересен и привлекает туристов.

## Население
- 1780 г. — 75 ревизских душ[6].
- 1859 г. — 305[7].
- 1900 г. — в д. Скугаревке (Суровчихе) 187 м. и 189 ж.[9];

## Люди связанные с селом
- Чайкин, Геннадий Андреевич —  Герой Социалистического Труда (1966), с 1941 по 1947 года работал в совхозе трактористом.
- Облезин Николай Петрович — народный художник[10].
- Полбин, Иван Семёнович — советский военачальник, гвардии генерал-майор авиации (25 октября 1943 года). Дважды Герой Советского Союза , с 8.1921 по 6.1922 гг. , обучался в профтехшколе села[11].

## Достопримечательности
- Памятник воинам-односельчанам (1995 г.)[12]
- Усадьба Афанасьевых[13][14][8][15][16][17][18].